# Turistas (película de 2009)
Turistas es una película chilena del año 2009. Dirigida por Alicia Scherson, es un drama que tiene como protagonistas a Aline Küppenheim, Marcelo Alonso y Diego Noguera.

## Sinopsis
Rumbo a sus vacaciones, Carla de 37 años, le informa a su esposo que decidió abortar sin consultarle. Él reacciona abandonándola en medio de la carretera. Así, Carla conoce a un joven noruego tan perdido como ella, con quien viaja al parque Siete Tazas en un paseo que es fuga y pausa al mismo tiempo.

## Reparto
- Aline Küppenheim como Carla Gutiérrez.
- Marcelo Alonso como Joel.
- Diego Noguera como Ulrik.
- Pablo Ausensi como Orlando.
- Viviana Herrera como Susana 1.
- Sofía Géldrez como Susana 2.
- María Elena Barrales
- Claudio Rodríguez
- Tichi Lobos